# Richard Michael (Geologe)
Richard Michael (* 25. Januar 1869 in Breslau; † 30. Oktober 1928 in Berlin) war ein deutscher Paläontologe und Geologe.
Michael studierte nach dem Abitur 1887 in Breslau und danach in Wien Naturwissenschaften und Geographie, unter anderem bei Albrecht Penck. 1897 wurde er bei Fritz Römer in Paläontologie promoviert (Cenoman und Turon in der Gegend von Cudowa in Schlesien). Nach dem Wehrdienst war er Assistent in Breslau am Mineralogischen Institut. Ab 1895 war er bei der Preußischen Geologischen Landesanstalt (PGLA), an der er 1901 Bezirksgeologe und 1905 Landesgeologe von Schlesien wurde. 1916 wurde er Geheimer Bergrat. Im Ersten Weltkrieg war er als Offizier im besetzten ehemals russischen Teil von Polen und dann in der Zivilverwaltung, unter anderem leitete er die Abteilung Geologie und Kartographie im Generalgouvernement Warschau. 1916 erhielt er das Offizierskreuz des Franz-Josefs-Ordens. Ab 1918 war er wieder bei der PGLA, wo er ab 1921 für die Veröffentlichungen zuständig war und 1924 stellvertretender Präsident wurde. 1909 bis 1916 lehrte er auch an der Bergakademie in Berlin und nach deren Eingliederung in die TH Charlottenburg auch an dieser (als Honorarprofessor ab 1918).
Er befasste sich als Landesgeologe mit Hydrologie (Wasserversorgung von Städten und Bergwerken) und Kartierung des Steinkohlereviers in Schlesien. Von ihm stammen 17 geologische Karten im Maßstab 1:25.000 aus Schlesien.
Als Paläontologe fand er eine neue Gattung von fossilen Fischen der Familie Lepisosteidae aus dem Keuper und beschrieb einen Ammonitenfund mit Nachwuchs in der Wohnkammer.
Im Jahr 1907 wurde er zum Mitglied der Leopoldina gewählt. Richard Michael wurde noch im Gründungsjahr 1912 Mitglied der Paläontologischen Gesellschaft.

## Schriften
- Zur Geologie der Gegend nördlich von Tarnowitz. Jahrbuch der  Preuss. Geolog. Landesanstalt 22, 1904, S. 781–786
- Die Gliederung der oberschlesischen Steinkohleformation. Jahrbuch der  Preuss. Geolog. Landesanstalt, 1904, S. 317–40
- Die Entwicklung der Steinkohlenformationen im westgalizischen Weichselgebiet des oberschlesischen Steinkohlenbezirks. Jahrbuch der  Preuss. Geolog. Landesanstalt 33, 1914, S. 159–306
- Über Steinsalze und Sole in Oberschlesien. Jahrbuch der  Preuss. Geolog. Landesanstalt, 1914, S. 341–83
- Temperaturmessungen im Tiefbohrloch Czuchow II Oberschlesien. Centralbl. f. Mineral. 1912, H. 2, S. 43–48
- Die geologischen Verhältnisse des oberschlesischen Industriebezirks. In: Handbuch des oberschlesischen Industriebezirks. 1913
- Geologie des oberschlesischen Steinkohlengebirges. In: Der Bergbau im Osten des Königreichs Preußen. 1913
- Der geologische Aufbau Kongreß-Polens. In: Handbuch von Polen (Kongreß-Polen). 1917, S. 29–76